# Internazionali di Tennis di Baviera 2022 - Qualificazioni singolare
Le qualificazioni del singolare degli Internazionali di Tennis di Baviera 2022 sono un torneo di tennis preliminare per accedere alla fase finale della manifestazione. I vincitori dell'ultimo turno sono entrati di diritto nel tabellone principale. In caso di ritiro di uno o più giocatori aventi diritto a questi sono subentrati i lucky loser, ossia i giocatori che hanno perso nell'ultimo turno ma che avevano una classifica più alta rispetto agli altri partecipanti che avevano comunque perso nel turno finale.

## Teste di serie
1. Francisco Cerúndolo (primo turno)
2. Yoshihito Nishioka (qualificato)
3. Alejandro Tabilo (ultimo turno, lucky loser)
4. Henri Laaksonen (primo turno)

1. Jiří Lehečka (qualificato)
2. Norbert Gombos (ultimo turno, lucky loser)
3. Thiago Monteiro (ultimo turno)
4. Yannick Hanfmann (ultimo turno)

## Qualificati
1. Jahor Herasimaŭ
2. Yoshihito Nishioka

1. Jiří Lehečka
2. Marko Topo

### Lucky loser
1. Norbert Gombos

1. Alejandro Tabilo

## Tabellone

### Legenda
| - Q = Qualificato - WC = Wild card - LL = Lucky loser | - ALT = Alternate - SE = Special Exempt - PR = Protected Ranking | - w/o = Walkover - r = Ritirato - d = Squalificato |

### Sezione 1
|  | Primo turno | Primo turno         | Primo turno         | Primo turno | Primo turno |  |  | Ultimo turno | Ultimo turno    | Ultimo turno    | Ultimo turno | Ultimo turno |  |
|  |             |                     |                     |             |             |  |  |              |                 |                 |              |              |  |
|  | 1           | Francisco Cerúndolo | Francisco Cerúndolo | 6           | 1           |  |  |              |                 |                 |              |              |  |
|  |             | Jahor Herasimaŭ     | Jahor Herasimaŭ     | 7           | 6           |  |  |              | Jahor Herasimaŭ | Jahor Herasimaŭ | 6            | 6            |  |
|  | Alt         | Michail Kukuškin    | Michail Kukuškin    | 3           | 4           |  |  | 7            | Thiago Monteiro | Thiago Monteiro | 1            | 1            |  |
|  | 7           | Thiago Monteiro     | Thiago Monteiro     | 6           | 6           |  |  |              |                 |                 |              |              |  |

### Sezione 2
|  | Primo turno | Primo turno         | Primo turno         | Primo turno | Primo turno |  |  | Ultimo turno | Ultimo turno       | Ultimo turno | Ultimo turno | Ultimo turno |  |
|  |             |                     |                     |             |             |  |  |              |                    |              |              |              |  |
|  | 2           | Yoshihito Nishioka  | Yoshihito Nishioka  | 6           | 6           |  |  |              |                    |              |              |              |  |
|  | Alt         | Maximilian Marterer | Maximilian Marterer | 2           | 2           |  |  | 2            | Yoshihito Nishioka | 7            | 65           | 6            |  |
|  |             | Elias Ymer          | Elias Ymer          | 3           | 4           |  |  | 8            | Yannick Hanfmann   | 5            | 7            | 4            |  |
|  | 8           | Yannick Hanfmann    | Yannick Hanfmann    | 6           | 6           |  |  |              |                    |              |              |              |  |

### Sezione 3
|  | Primo turno | Primo turno          | Primo turno | Primo turno | Primo turno |  |  | Ultimo turno | Ultimo turno     | Ultimo turno     | Ultimo turno | Ultimo turno |  |
|  |             |                      |             |             |             |  |  |              |                  |                  |              |              |  |
|  | 3           | Alejandro Tabilo     | 5           | 7           | 6           |  |  |              |                  |                  |              |              |  |
|  | Alt         | Geoffrey Blancaneaux | 7           | 5           | 3           |  |  | 3            | Alejandro Tabilo | Alejandro Tabilo | 4            | 63           |  |
|  |             | Damir Džumhur        | 4           | 7           | 5           |  |  | 5            | Jiří Lehečka     | Jiří Lehečka     | 6            | 7            |  |
|  | 5           | Jiří Lehečka         | 6           | 62          | 7           |  |  |              |                  |                  |              |              |  |

### Sezione 4
|  | Primo turno | Primo turno     | Primo turno     | Primo turno | Primo turno |  |  | Ultimo turno | Ultimo turno   | Ultimo turno | Ultimo turno | Ultimo turno |  |
|  |             |                 |                 |             |             |  |  |              |                |              |              |              |  |
|  | 4           | Henri Laaksonen | Henri Laaksonen | 4           | 2           |  |  |              |                |              |              |              |  |
|  | WC          | Marko Topo      | Marko Topo      | 6           | 6           |  |  | WC           | Marko Topo     | 3            | 6            | 6            |  |
|  | WC          | Daniel Masur    | 7               | 5           | 4           |  |  | 6            | Norbert Gombos | 6            | 3            | 1            |  |
|  | 6           | Norbert Gombos  | 65              | 7           | 6           |  |  |              |                |              |              |              |  |